# Petre Cameniță
Petre Cameniță, romunski general, * 1889, † 1962.